# Virginia Pro Championships
Le tournoi Virginia Pro Championships est une compétition de squash classé PSA Super Series Silver organisé en début d'année, à Richmond (Virginie). La première édition du tournoi se tient en 2004 et se termine en 2008.

## Palmarès
| Année | Champion         | Finaliste        | Score en finale               |
| ----- | ---------------- | ---------------- | ----------------------------- |
| 2008  | James Willstrop  | Grégory Gaultier | 11-6, 6-11, 11-9, 8-11, 11-4, |
| 2007  | Anthony Ricketts | Lee Beachill     | 11–8, 11–7, 12-10,            |
| 2006  | John White       | Adrian Grant     | 11–9, 11–6, 11–9              |
| 2005  | Shahid Zaman     | Bradley Ball     | 11-5, 5-11, 11-4, 11-9        |
| 2004  | Rodney Durbach   | Jan Koukal       | 15-8, 15-10, 15-11            |